# Driečna dolina
Driečna dolina je jihovýchodní větev doliny Ráztoky. 
Protéká ní stejnojmenný potok. Vede skrze ni asfaltová cesta (uzavřená pro běžný provoz) a žlutě značená turistická cesta od vodní nádrže Černý Váh přes sedlo Priehyba do Heľpy.